# Tamworth (stad)
Tamworth is een stad in het Engelse graafschap Staffordshire. De stad is na Stoke-on-Trent de grootste plaats in het graafschap en valt bestuurlijk samen met het gelijknamige district Tamworth. De naam is afgeleid van de rivier de Tame. Ten zuiden van het oude Tamworth Castle mondt de Anker uit in de Tame.

## Geschiedenis
In de Romeinse tijd lag niet ver van het huidige Tamworth de plaats Letocetum aan de heerweg Watling Street.
Door de strategische ligging bij de samenvloeiing van de Anker en de Tame kon Tamworth in de vroege middeleeuwen uitgroeien tot de grootste en belangrijkste plaats in de Midlands. De stad fungeerde reeds in de vroege 7e eeuw als "royal centre" onder Penda, de oudst bekende koning van Mercia, die zelf rondreisde om zijn gezag te doen gelden terwijl zijn familie in Tamworth woonde.
Koning Offa van Mercia bouwde er in de 8e eeuw een paleis dat in het jaar 874 door de Denen werd verwoest. Het werd in 913 herbouwd door koning Alfred de Grotes dochter Æthelflæd, die hier in 918 overleed. Tamworth Castle heeft Saksische en Viking overblijfselen. Het munthuis dat ook gebouwd werd in de tijd van Offa, functioneerde tot in de 12e eeuw. Tamworth komt in het Domesday Book van 1086 voor als 'Tamuuorde', een voorde in de Tame.
De Church of St Editha is de grootste middeleeuwse parochiekerk in Staffordshire. Afgezien van enkele 19e-eeuwse toevoegingen dateert het gebouw uit de 14e en 15e eeuw.

## Economie
In de 20e eeuw was autofabrikant Reliant een belangrijke werkgever in de stad. Ook BSA had een productielocatie in Tamworth. De Snowdome is sinds 1994 een indoorskibaan met een lengte van 170 meter. Het pretpark van Drayton Manor in het nabijgelegen dorpje Drayton Bassett opende zijn deuren in 1949.

## Vervoer
Het oorspronkelijke treinstation Station Tamworth werd geopend in 1839. In 1961 werd het gebouw afgebroken om plaats te maken voor nieuwbouw. De stad is ook bereikbaar vanaf de autosnelwegen A5, M1, M6 Toll en M42.

## Geboren
- Martin Poxon (1955), golfer
- Sally Matthews (1964), beeldhouwster
- Marc Albrighton (1989), voetballer